# Aeroportul El Tepual
Aeroportul El Tepual (IATA: PMC, ICAO: SCTE) este un aeroport din Puerto Montt⁠(d), Provincia Llanquihue, Regiunea Los Lagos, Chile. Aeroportul a fost tranzitat în 2022 de 847.830 de pasageri.
Situat la o altitudine de 89 m, aeroportul dispune de o singură pistă și ocupă o suprafață de 4.962 m².